# 南角道
南角道（英語：Nam Kok Road），是香港九龍九龍城區九龍城的一條街道，連接賈炳達道、衙前圍道及太子道西。

## 鄰近建築
- 樂善堂小學/福至樓
- 萬順樓/萬發樓
- 聯景閣/友隆樓
- 成安樓/廣安大廈
- 景輝閣/基督教樂道會九龍城堂
- 成業樓/南成樓
- 樂天樓/興寧樓
- 港鐵屯馬綫宋皇臺站B2、B3出入口